# Rhus perrieri
Rhus perrieri là một loài thực vật có hoa trong họ Đào lộn hột. Loài này được (Courchet) H. Perrier miêu tả khoa học đầu tiên năm 1944.